# مبارك سعد بن سليمان
الأستاذ الدكتور مبارك سعد عبد الله بن سليمان ولد بالفرعين (8 ديسمبر - 1961 - 28 أغسطس 2014) أستاذ المعلومات
بجامعة الملك سعود - كلية الآداب - قسم علم المعلومات متخصص في شبكات الحاسب واستخدامها في التعليم عن بعد .

## نشأته ودراسته
ولد ونشأ الدكتور مبارك بن سليمان بالفرعين بلاد رفيدة قحطان بعسير بالمملكة العربية السعودية
وتربى في كنف والديه حتى اكمل دراسته الثانوية وتخرج بالمنطقة الشرقية وقد عمل أثناء دراسته الثانوية في عدة قطاعات منها جامعة الملك فهد للبترول والمعادن والقاعدة البحرية بالمنطقة الشرقية وعمل أثناء دراسته الجامعية محرراً في صحيفة المدينة.

## مؤهلاته العلمية
تلقى تعليمه العالي بعد تخرجه من مدرسة حكومية بالمنطقة الشرقية عام 1982م.

### درجة الدكتوراة
- حصل على درجة الدكتوراة عام 1993م من المملكة المتحدة في علم المعلومات بجامعة جامعة لوفبرا بتقدير ممتاز وعنوان رسالته عن تقويم لوحات الحاسوب الإلكتروني الأكاديمية للاتصال والتدريب: عوامل التفاعل بين الإنسان والحاسوب في المملكة المتحدة والمملكة العربية السعودية.

### درجة الماجستير
- حصل على درجة الماجستير عام 1989م بالولايات المتحدة من جامعة جامعة إنديانا بعد أن اتم دراسة اللغة الإنجليزية خلال فصلين دراسيين، كما اتم البرنامج بحلول نهاية العام الميلادي 1989 كأسرع طالب انهى برنامج الماجستير بتفوق بالولايات المتحدة في تخصص المكتبات والمعلومات.

### درجة الباكالوريوس
- حصل على درجة الباكالوريوس عام 1986م من بجامعة الملك عبدالعزيز مدينة جدة كلية الآداب قسم المكتبات وعلم المعلومات وتخرج منها بتقدير ممتاز مع مرتبة الشرف الأولى، وقد قبل تعيينه في جامعة الملك سعود بوظيفة معيد بعد اجتيازه كافة المنافسات والمقابلات الوظيفية بالعاصمة الرياض وبمجرد أن شغل الوظيفة سارع باكمال إجراءات بعثته ليكمل دراساته العليا.

## الجوائز وشهادات الشكر
- شهادة تفوق جامعة الملك عبد العزيز - 1986م
- جائزة الطالب الأول على الدفعة بكلية الآداب - 1986م
- جائزة سفير خادم الحرمين بواشنطن - 1988م
- جائزة الملحق الثقافي بأمريكا للتفوق العلمي - 1989م
- جائزة التفوق العلمي الأوروبي في تصميم شاشات الحاسب الآلي - 1997م

## التخصصات الفرعية
- تصميم قواعد البيانات
- إدارة نظم المعلومات
- إنشاء شبكات المعلومات
- اقتصاديات المعرفة
- العوامل الإنسانية واستخدامات الحاسوب
- تصميم البرامج التدريبية بواسطة الحاسوب
- تقويم البرامج التدريبية المحوسبة

## الخبرات العملية
- معيد - قسم علوم المكتبات والمعلومات جامعة الملك سعود (1986-1989)
- محاضر - قسم المكتبات والمعلومات جامعة لفبرا (1992-1993)
- أستاذ المعلومات المساعد بقسم علوم المكتبات والمعلومات جامعة الملك سعود (1994-1999)
- أستاذ المعلومات المشارك بقسم علم المعلومات جامعة الملك سعود (1999-2010)
- أستاذ المعلومات بقسم علم المعلومات جامعة الملك سعود (2010-2014)
- رئيس قسم علم المعلومات لدورتين (2000-2003) (2012-2014)
- مستشار وزارة المعارف (1997-1999)
- مستشار وزارة الداخلية (1999-2005)
- مستشار مركز الأمير سلمان لأبحاث الإعاقة (1998-2002)
- مستشار معهد الكافي للحاسب الآلي والموارد البشرية (1999-2003)
- مستشار معهد كوادر التنمية للتدريب (2003-2014)
- الإشراف على عدد من رسائل الماجستير والدكتوراة بالسعودية .
- مناقشة عدد من رسائل الماجستير والدكتوراة بالسعودية .
- المشاركة في عدد من اللجان الأكاديمية والإدارية بجامعة الملك سعود.

## العضويات والجمعيات
- عضو معهد علماء المعلومات في بريطانيا.
- عضو جمعية الحاسبات السعودية.
- عضو جمعية المكتبات والمعلومات السعودية.

## الاهتمامات الأكاديمية التدريبية
- تطوير استخدامات الحاسوب في مجال المعلومات
- تصميم وتقويم البرامج التدريبية
- استخدام برامج التدريب عن بعد وتقويمها
- استخدام شبكات الحاسب الآلي في الإدارة والاتصالات
- تحليل نظم المعلومات
- تطوير أساليب البحث المباشر في قواعد المعلومات الإلكترونية
- تصميم وتطوير قواعد المعلومات
- التكشيف والاستخلاص

## المؤتمرات والندوات
1. ندوة استخدام الحاسوب في التدریب والتعلیم جامعة مانشیستر بریطانیا، 1991 م.
2. ندوة استخدام النوافذ في تصمیم البرامج التدریبیة جامعة برمنغهام، بریطانیا 1992 م.
3. مؤتمر استخدام التكنولوجیا في التعلیم، بریطانیا 1992 م.
4. مؤتمر یعالج استخدام الحاسبات في التدریب، جامعة یورك، بریطانیا 1993 م
5. مؤتمر استخدام شبكات الحاسب في التدریب عن بعد مدینة أورلاندو، امریكا 1993 م.
6. ندوة المكتبات العامة، مكتبة الملك عبد العزیز، الریاض 1995 م.
7. ندوة الحاسب الآلي واقع وطموح، الجوف 1999 م.
8. المؤتمر الوطني السادس عشر للحاسب الآلي والتعلیم، الریاض 2000 م.
9. اللقاء الأول لأعضاء الفهرس العربي الموحد، الریاض 2004 م.
10. مؤتمر الشراكة بین الجامعات والقطاع الخاص في البحث والتطویر، الرياض 2005 .
11. ندوة المكتبات العامة في المملكة العربیة السعودیة، جامعة الملك سعود 2005 .
12. منتدى إدارة الوثائق إلكترونیا الرابع، الریاض 2006 م.
13. اللقاء الثاني لأعضاء الفهرس العربي الموحد، الریاض 2008 م.
14. منتدى إدارة الوثائق إلكترونیا الخامس، الریاض 2008 م.

## الإنتاج العلمي

### إنتاج علمي باللغة الإنجليزية
1. نشر Icons and OPACs 1995, New Library World, (1996), pp. 11–14.
2. نشر Inter-Library Loan Services in the Kingdom of Saudi Arabia: A Case Study of Medical Libraries, Intl. Inform. & Libr. Rev.
3. نشر Computer networking and networks in Saudi Arabia “GULFNET” في مجلات المكتبات والمعلومات العربية. مج 21 إبريل 2001م.
4. نشر The design of electronic bulletin boards, Journal of Information science, vol. 4 (1991) pp 247–251 .
5. نشر Students reaction to parallel hypertext and menu based interface, ALT-Journal, 1(2), 1993 .

### إنتاج علمي باللغة العربية
1. المكتبات المدرسیة في المملكة العربیة السعودیة بین الواقع والطموح، مجلة المكتبات والمعلومات العربیة (1996) ع4، ص:(50-60).
2. الأنظمة الآلیة في المكتبات ومراكز المعلومات بالسعودیة؛ دراسة تقویمیة من وجهة نظر المستفیدین.68 – مج 5، ع 2 (مایو 2000) ص:(51-68)
3. واقع المكتبات المدرسیة في الدول المتقدمة والدول النامیة: (دراسة تحلیلیة مقارنة) عالم الكتب.
4. دراسة تحلیلیة نقدیة لكتاب «تخصص المكتبات والمعلومات مدخل منھجي وعائي» تألیف الأستاذ الدكتور سعد الھجرسي والدكتور سید حسب لله، 1995 .
5. التطورات الحدیثة في مجال تنظیم المعلومات وانعكاساتھا على تعلیم الفھرسة. مجلة المكتبات والمعلومات العربیة، ع1 (ینایر 2006) ص:(59-94).
6. اختصاصيوا ما وراء البيانات (Metadata Librarians) بين احتياجات سوق العمل والمسؤوليات المهنية ومتطلبات التأهيل (بالاشتراك مع د.هاشم فرحات) دراسة مقترح تقييمها لندوة الفهرسة العربية الآلية في القرن الحادي والعشرين في دورتها الثانية بعنوان «فهارس المكتبات العربية المباشرة بين الممارسة والمعايير»، جامعة الإمارات العربية المتحدة بالعين (2010).
7. اتجاهات سوق العمل لاختصاصيي المكتبات والمعلومات في الدول المتقدمة والنامية: دراسة مقارنة (بالاشتراك مع د. هاشم فرحات)
8. محو الأمية المعلوماتية وأمية تقنية المعلومات؛ دفعا لمسیرة التعلم في القرن 21 / تحریر آلن مارتن وهانیلور؛ ترجمة د. مبارك بن سعد سلیمان جامعة الملك سعود: إدارة النشر والمطابع.
9. الجرائم المعلوماتية: دراسة نظرية لجهود المملكة لمكافحة الجرائم المعلوماتية. مجلة العربية 3000 (يناير 2010).
10. استخدام تقنیة النظم الخبیرة في مجال الدفاع المدني: دراسة تطبيقية لبناء نظام خبیر لمكافحة حوادث الحریق في المملكة العربیة السعودیة. المجلة العربية للمكتبات والمعلومات، س29 ع4 (أكتوبر2009)
11. معوقات استخدام الحاسب الآلي لتطوير الإجراءات الإدارية بالأجهزة الأمنية بالعددين (4-5)، مجلة الاتحاد العربي للمكتبات والمعلومات «أعلم» (2009).

## وفاته
توفي رحمه الله تعالي يوم الخميس 1435/11/02 هـ الموافق 2014/08/28 م، بعد صراع مع المرض لم يدم طويلاً.
1. ↑  "د. مبارك آل سليمان.. إلى رحمة الله". اطلع عليه بتاريخ ٢٩/٠٨/٢٠١٤. {{استشهاد ويب}}: تحقق من التاريخ في: |تاريخ الوصول= (مساعدة)
2. ↑  "مبارك بن سليمان آل سليمان". مداد. اطلع عليه بتاريخ 2024-02-09.